# Mario Moreno Burgos
Mario Moreno Burgos (31 de desembre de 1935 - 2 de març de 2005) fou un futbolista xilè.

## Selecció de Xile
Va formar part de l'equip xilè a la Copa del Món de 1962.